# Famille Décsey
La famille Décsey de Marosdécse et Nagydoba (maros-décsei és nagy-dobai Décsey en hongrois) est une ancienne famille de la noblesse hongroise.

## Origines
Originaire de Transylvanie, le berceau de cette famille est le village Maros-Décse, que l'on pourrait traduire par "Décse-sur-le-Maros", toujours en leur possession à la fin du XIXe siècle. Elle remonte à Péter Décsey qui reçoit en 1413 un don de terre, appelée Orbo, de la part du roi Sigismond pour services rendus au ban de Temesvár Pippo Spano.
On trouve cités un siècle plus tard Mátyás et Sebestyén Décsey  dans un enregistrement du roi Louis II de Hongrie du 6 février 1525 concernant leur manoir (curia) de Kis-Doba dans le comitat de Szolnok.

## Personnalités
- János Décsey (fl. 1561), greffier de la chancellerie de la cour du prince de Transylvanie Jean Sigismond Zapolya.
- Tamás Décsey (†1575), partisan de Gáspár Bekes, il est l'un des trente et un seigneurs que le Parlement de Kolosvár condamne en 1575 à la suite de leur défaite lors de la bataille de Kerelőszentpál. Il est pour sa part décapité.
- Zsigmond Ier Décsey  (fl. 1670), conseiller du prince Abaffi Ier.
- Zsigmond II Décsey  (fl. 1732), alispán de Doboka.
- László Décsey (hu) (1813-1866), parlementaire, il fut commissaire du gouvernement lors de révolution hongroise de 1848. Condamné à la corde et à la confiscation de ses biens, sa peine fut commuée en six ans d'emprisonnement.
- Lajos Décsey (1853-1939), directeur des chemins de fer royaux hongrois.

## Pour approfondir